# Львівський науково-дослідний радіотехнічний інститут
Львівський науково-дослідний радіотехнічний інститут — науково-виробниче підприємство оборонно-промислового комплексу України, розташоване у Франківському районі Львова. ЛНДРТІ розробляє радіолокаційну техніку та радіотехнічні системи різного призначення в частотному діапазоні до 95 ГГц, а також інформаційно-керуючі системи для наземних транспортних засобів та бронетехніки.
Входить до переліку підприємств, які мають стратегічне значення для економіки й безпеки України.

## Історія
3 березня 1995 року ЛНДРТІ було внесено до переліку підприємств і організацій України, які не підлягають приватизації у зв'язку з їх загальнодержавним значенням.
У серпні 1997 року ЛНДРТІ було включено в перелік підприємств, які мають стратегічне значення для економіки й безпеки України.
У квітні 1998 року згідно з постановою Кабінету міністрів України ЛНДРТІ був переданий в підпорядкування міністерства промислової політики України.
До весни 2006 року в зв'язку з недостатнім обсягом державного замовлення, виробничі потужності ЛНДРТІ були задіяні на 40%, основна частина продукції поставлялася на експорт.
Станом на початок 2008 року, основною продукцією ЛНДРТІ були:
- бортова радіолокаційна станція 3-мм діапазону попередження зіткнень
- радіолокаційний приймально-передавальний пристрій ППУ-01 діапазону "L"
- апаратні та програмні засоби для випробувань систем керування рухом і стабілізації відстежувальних систем
- апаратура управління допоміжним двигуном енергоагрегату ЕА-8 для танків (виробництва ХКБМ)
- апаратура управління рухливістю танка
- апаратура управління реверсивною трансмісією
- апаратура управління комплексом оптико-електронної протидії "Варта"
- апаратура управління танковим автоматом заряджання для пострілу 120-мм калібру
- блок перетворювача напруги ПН-1,5 м для танкового далекоміра
- мікропроцесорний блок керування БУ-К1ЦЛ
- танковий балістичний обчислювач
- бензинометр
- уніфікований радіолокаційний вимірювач параметрів руху
- уніфікований вимірювач початкової швидкості артилерійського набою
- апаратура навігаційного забезпечення та взаємодії
- цифрова радіорелейна радіостанція "Контакт-11Ц"
- апаратура передачі даних для командних пунктів і пунктів управління тактичної ланки сухопутних військ
- радіомодеми з шумоподібним сигналом

Не цілком благополучне на початку 2008 року положення ЛНДРТІ ускладнила економічна криза, яка розпочалася в 2008 році. До початку 2009 року НДІ увійшов в перелік найбільших підприємств-боржників Львівської області та незважаючи на продаж частини невиробничих приміщень (складів і гаражів) навесні 2009 року, до кінця грудня 2010 став найбільшим серед підприємств-боржників Львівської області.
У травні 2009 року на озброєння збройних сил України був прийнятий танк БМ «Оплот» (в конструкцію якого входить інформаційно-керуюча система "ТІУС-НМ", розроблена ЛНДРТІ).
Після створення у грудні 2010 року державного концерну «Укроборонпром», ЛНДРТІ був включений до складу концерну, восени 2012 року з метою зменшення заборгованості було продано будівлю НДІ за адресою вул. Наукова, 7В, проте в 2011-2013 роки господарське становище ЛНДРТІ залишалося незадовільним, за розміром заборгованості з заробітної плати співробітникам НДІ входив до числа найбільших підприємств-боржників України.
У лютому 2013 року заступник міністра оборони України О. Олійник повідомив в інтерв'ю, що з ЛНДРТІ укладено контракт на виконання модернізації окремих елементів РСЗВ БМ-21 «Град».
Крім того, ЛНДРТІ був залучений до участі в розробці українського зенітно-ракетного комплексу середньої дальності «Дніпро» для корвета проекту 58250.
До початку 2014 року в результаті виконання експортного контракту на виготовлення апаратури для танків «Оплот-Т» для збройних сил Таїланду ЛНДРТІ поліпшив економічне становище й зменшив розміри заборгованості з зарплатні працівникам на 80% (з 12,2 млн. гривень на 1 грудня 2013 року до 2,2 млн. гривень у січні 2014 року). До кінця травня 2014 року ситуацію з заборгованістю вдалося вирішити.
У червні 2014 року за позовом прокуратури у власність ЛНДРТІ було повернуто будівлю НДІ за адресою вул. Наукова, 7В (яка була продана восени 2012 року приватній IT-компанії ТОВ "Елекс" за заниженою ціною).
У жовтні 2014 року військова прокуратура Львівського гарнізону та ГУ МВС України у Львівській області почали розслідування у зв'язку з розкраданням і розтратою в період 2004 - 2013 рр. співробітниками ЛНДРТІ державного майна НДІ загальною вартістю понад 400 тис. гривень.